# Jongens
Jongens (bra Boys) é um filme neerlandês de drama romântico com temática LGBT, lançado em 2014, dirigido por Mischa Kamp e produzido por Iris Otten, Sander van Meurs e Pieter Kuijpers. Apresenta os atores Gijs Blom e Ko Zandvliet nos papéis principais.

## Sinopse
Sieger (Gijs Blom) e seu amigo, Stef (Stijn Taverne), são escolhidos para integrar a equipe B do clube de atletismo, da escola onde frequentam, para participarem nos Campeonatos Nacionais. Eles se juntam a outros dois rapazes, Marc (Ko Zandvliet) e Tom (Myron Wouts), e os quatro passam a treinar intensamente juntos, criando uma amizade entre eles. Com o passar dos dias, os rapazes passam a fazer várias atividades juntas, como nadar em um lago próximo e sair para diversão. Em uma das saídas, quando estes vão mergulhar no lago, Sieger e Marc ficam a sós e o resultado é algo mais entre eles, que acabam se beijando. Confuso com o que aconteceu, Sieger afirma para Marc que não é gay, antes de ir embora.
O treinador do clube de atletismo divide os quatro atletas em duas duplas, e Sieger torna-se parceiro de Marc. A amizade entre eles continua firme, assim como com Stef e Tom, com eles ignorando o fato de terem se beijado, mas demonstrando grande afeição um com o outro. Sieger enfrenta problemas familiares, atribuídos principalmente à seu irmão, Eddy (Jonas Smulders), que insiste em dirigir motocicleta, mesmo com a posiçao contrária de seu pai, Theo (Ton Kas). A mãe de Sieger morrera tempos antes, de um acidente envolvendo uma motocicleta. Ocasionalmente, Sieger descobre que seu irmão não usa a motocicleta apenas como meio de transporte, mas também para participar de corridas ilegais com outros jovens.
Ao mesmo tempo, ele e Stef conhecem duas garotas, com quem passam a sair com mais frequência. Stef logo se envolve com uma delas, e a outra garota, Jéssica (Lotte Razoux Schultz), passa a flertar com Sieger. Ele reprime seus sentimentos amorosos com relação à Marc, apesar de os dois continuarem sendo grandes amigos, inclusive com Sieger conhecendo a mãe e irmã de Marc e passando a frequentar seu ambiente familiar. Os dias vão passando e os quatro atletas continuam com seus treinos diários no clube de atletismo. Sieger começa uma relação amorosa com Jéssica, muito incentivada por Stef e seu irmão, Eddy. Marc não tem conhecimento do envolvimento dos dois.
Certo dia, com a proximidade do Campeonato Nacional da Holanda, o treinador leva os rapazes para uma curta viagem, a fim de que eles treinem e ganhem mais habilidade. Durante a noite, Sieger e Marc vão em busca de lenha para aquecer a fogueira, e num rápido momento quase se beijam. Na mesma noite, os dois saem às escondidas e vão para uma praia, onde trocam beijos e afeto. A ausência deles é percebida por Stef, mas este não comenta nada com os demais. Marc também se sente mais apaixonado depois de passarem a noite juntos.
No outro dia, Sieger recebe a visita de Jéssica e de sua melhor amiga, Kim (Julia Akkermans), que é namorada de seu irmão. Os quatro saem para se divertir em um parque de diversões, onde Sieger e Jéssica ficam juntos. Os dois são surpreendidos pela chegada de Marc, que percebe o envolvimento amoroso de Sieger e Jéssica, deixando Sieger constrangido. Na manhã seguinte, após o treino, Marc questiona Sieger sobre ele não ter lhe contado que tinha uma namorada, mas Sieger o convida para um encontro à noite no mesmo lago onde eles se beijaram pela primeira vez. Durante o almoço, Theo questiona Eddy sobre ele ter sido demitido da serraria onde trabalhava, fazendo com que ele vá embora desgovernado. Horas depois, Sieger procura por seu irmão, encontrando Jéssica e Kim, que não sabem onde Eddy está. Eddy aparece repentinamente dirigindo seu carro, e convence Sieger a entrar no veículo e sair com ele, Jéssica e Kim. Novamente, ele e Jéssica são postos lado a lado e aproximam-se ainda mais, revelando um Sieger inseguro e confuso em relação aos seus sentimentos. Em uma estrada rural, Eddy quase atropela um homem andando segurando uma bicicleta, e depois eles percebem que o homem é Marc. Sieger, ao vê-lo, sai do carro e avisa que não irá mais ao seu encontro no lago, afrontando-o e resultando em um quase conflito corporal entre os dois.
A manhã seguinte é decisiva para Sieger, Marc, Stef e Tom, pois se trata da participação deles no Campeonato Nacional de Atletismo da Holanda. Sieger, que faz dupla com Marc, tenta se desculpar pelo ocorrido na noite anterior, mas Marc o trata com frieza, desejando apenas que eles consigam vencer a prova. Sieger também está triste porque seu pai, Theo, não poderá comparecer ao campeonato, uma vez que Eddy foi preso pela polícia depois de ser pego dirigindo em alta velocidade. Entretanto, pouco antes do início da prova, Theo e Eddy chegam ao local e são vistos por Sieger na arquibancada. A família de Marc também é vista no campeonato, dando-lhe apoio. Orgulhosamente, Sieger e Marc conseguem vencer a prova e levar a vitória para o clube de atletismo. Sieger fica muito feliz, mas observa que Marc não comemorou a vitória com ele, enquanto o vê se afastar abraçado por sua mãe e irmã e cercado por sua família.
Para comemorar a vitória de Sieger, Theo prepara uma pequena confraternização. Stef comenta que Sieger e Marc são uma dupla perfeita, deixando-o pensativo e mais seguro. Durante a confraternização, Eddy tem sua motocicleta de volta, dada por Theo. Sieger percebe seus verdadeiros sentimentos sobre Marc e vai procurá-lo. Os dois são vistos na cena final juntos, com Sieger pilotando a motocicleta e Marc sendo seu passageiro.

## Elenco
- Gijs Blom... Sieger
- Ko Zandvliet... Marc
- Jonas Smulders... Eddy
- Ton Kas... Theo
- Stijn Taverne... Stef
- Myron Wouts... Tom
- Ferdi Stofmeel... Treinador
- Lotte Razoux Schultz... Jessica
- Rachelle Verdel
- Julia Akkermans
- Jeffrey Hamilton... Niclas
- Rifka Lodeizen
- Micha Hulshof
- Caroline Olde Rikkert
- Roosmarijn van der Hoek